# 星海遊俠2 二次進化
《星海遊俠2 二次進化》是東星軟體開發的「星海遊俠2 第二個故事」（舊艾尼克斯）PlayStation Portable重製版。史克威爾艾尼克斯於2007年5月12日至13日在幕張展覽館舉行的「SQUARE ENIX PARTY 2007」中，在新聞傳媒發表會與星海遊俠的重製版星海遊俠1 初次啟航一同發表。游戏于2008年4月2日在日本发行。

## 發行概要
2008年發行PSP重製版，2015年10月發行PS4以及PSVITA版本。

## 製作與登場人物概要
遊戲全部對白都加入語音，亦加入新的故事，而配音員（東地宏樹除外）全員更換。主題曲是SCANDAL的開始。
遊戲故事系統是以克羅德及蕾娜各自的視點進行的雙主角系統，與PlayStation版相同，遊戲一開始時可選擇克羅德或蕾娜為主角，故事的走向及成為同伴的人物都會不同，亦不同的「私人行動（Private Actions）」。
古羅德·C·肯尼（Crawd C Kenny，聲：上田祐司（PS）；浪川大輔（PSP））

蕾娜·蘭佛德（Rena Lanford，聲：水樹奈奈）

Celine Jules（声: 中島沙樹）

Dias Flac（声: 杉田智和）

Precis F Neumann（声: 釘宮理恵）

Ernest Reviede（声: 東地宏樹）

## 外部連結
- （日語）《星海遊俠2 二次進化》官方網站 （页面存档备份，存于）